# Прошино (Рыбинский район)
Прошино — деревня Арефинского сельского поселения Рыбинского района Ярославской области .
Прошино расположено на западе Арефинского сельского поселения. Здесь, в лесном краю, имеется небольшая компактная агломерация из 7 близко расположенных в направлении с северо-запада к юго-востоку, деревень: Бунево, Болтино, Прошино, Оболтино, Большое и Малое Черняево, с центром в деревне Васильково. Возделанные когда-то вокруг этих деревень земли образуют лежащее в окружении лесов поле протяженностью около 7 км и шириной до 4 км. Район этот расположен на северо-восточном склоне водораздельной возвышенности. Здесь находятся истоки многочисленных ручьёв, образующих ниже речки Морму и Талицу, притоки реки Ухры. К югу и западу от этого района на другом склоне возвышенности берут начало ручьи, впадающие в Рыбинское водохранилище на территории Огарковского сельского поселения. Один приток реки Морма протекают с запада от Прошино, по опушке леса. Прошино стоит с запада от дороги, которая начинается в Васильково и идёт сначала на запад, затем на север, к деревням в бассейне Мормы и Золотухи, оканчиваясь в Коняево. На расстоянии около 500 м от Прошино к юго-востоку от Прошино, на этой дороге стоит деревня Оболтино, на таком же расстоянии к северо-востоку также на дороге деревня Болтино. В лесном массиве к юго-западу от Прошино находятся истоки реки Нахта .
Деревня Прокина обозначена на плане Генерального межевания Рыбинского уезда 1792 года.
На 1 января 2007 года в деревне Прошино числилось 6 постоянных жителей . Почтовое отделение, расположенное в центре сельского поселения селе Арефино обслуживает в деревне Прошино 7 домов .